# Tiziano Sclavi
Tiziano Sclavi (Broni, 3 aprile 1953) è uno scrittore e fumettista italiano noto soprattutto per la creazione del personaggio di Dylan Dog, protagonista di una delle serie a fumetti italiane di maggior successo.

## Biografia

### Origini e formazione
Sclavi nasce a Broni, in provincia di Pavia, il 3 aprile 1953, figlio d'un segretario comunale e di un'insegnante. A causa del lavoro del padre, trascorre l'infanzia e la prima giovinezza presso svariati comuni del pavese, principalmente Stradella, Canneto Pavese e Certosa di Pavia.
«Sono cresciuto in un paesino dove quando passava una macchina tutti si fermavano a guardarla, perché non succedeva mai niente. Fino a quattordici anni ho vissuto in un paesino [...] quando passavano le macchine si fermavano! La gente si fermava e tutti i ragazzini guardavano le macchine: le “1100”, cioè passava una 1100...! E allora mi fa paura, anche questa ripetizione, questa... non so, mio papà era impiegato, era segretario comunale... mi fa paura anche la burocrazia, mi fa paura la ripetizione delle cose, la noia, il non senso, poi in realtà ci sono tantissime altre cose! Più che l'ignoto mi fa paura l'ignoranza! Però, vabbe’ questo l'hanno detto altri prima di me, molto meglio!»
Appassionato lettore già da bambino, Sclavi afferma di aver letto l'intera produzione di Edgar Allan Poe tra i sei e i sette anni e che sin da bambino gli piacevano le storie che facevano paura oltre ai film: «si può dire che io sia nato al cinema: fin dai primi mesi, mia madre, grande appassionata, mi portava sempre al cinema». Col tempo ha sviluppato una preferenza per l’horror e la fantascienza. Incomincia a scrivere quando è ancora molto giovane, spinto dal desiderio di imitare le cose che gli piacevano.
«Mi piacevano i western e in seconda media ho scritto un “romanzo” western. Poi ero fanatico di 007, avevo letto tutti i libri di Fleming e ne volevo ancora, così me ne sono scritto uno da solo.»
Alle scuole medie vince un concorso di scrittura con una serie di racconti intitolata Storie Storte. Frequenta poi il liceo classico a Pavia, quando, grazie al suo professore di italiano, pubblica un racconto dal titolo Lettere bianche in una rivista scolastica che curava e che, dopo aver letto tutto quello che lo studente scriveva, fu tra i primi a credere nelle sue capacità di scrittore.

### Anni 1970 e le prime opere
Finito il liceo classico si iscrive all'università alla Facoltà di Lettere e Filosofia, corso in Lettere moderne, ma dopo aver dato pochi esami si ritira perché: «già lavoravo, intendo pagato, e di studiare non avevo più voglia. Ho dato tre o quattro esami, e ho smesso definitivamente quando sono stato assunto dall'"Editoriale Corriere della Sera" (...), come redattore al "Corriere dei ragazzi". Con grande dolore di mia madre, non ho preso mai una laurea.» Si trasferisce poi a Milano su suggerimento di Mino Milani. Scrive anche altre serie tra cui "Archivio zero" disegnato da Morisi.
Grazie all'interessamento di Grazia Nidasio, che lo presenta a Mino Milani, inizia a collaborare con il Messaggero dei Ragazzi (1971), scrivendo articoli e racconti firmandosi a volte con lo pseudonimo di Francesco Argento, in omaggio a Guccini e al regista Dario, i quali entrambi saranno suoi colleghi al Corriere dei Piccoli dove pubblica racconti e fumetti.
Nel 1972 conosce Raffaele Crovi, grazie a Mino Milani, che successivamente diverrà prima agente e poi editore dei romanzi e dei racconti di Sclavi. Nel 1973 pubblica una serie di racconti polizieschi su Il Corriere dei Ragazzi firmandoli con lo pseudonimo di Francesco Argento. I racconti scritti per il Corriere dei Piccoli vengono poi raccolti in volume, con il titolo I misteri di Mystère, dall'Editore Bietti, nel 1974 e poi dalla Mondadori e incentrato su un personaggio, Jacques Mystère, che pochi anni dopo ispirerà il nome di un altro, Martin Mystère, creato dal collega Alfredo Castelli nel 1982.
Nel 1974 pubblica il suo primo romanzo breve, Film, dove si cerca di unire il genere horror splatter al grottesco, per l'editore Il Formichiere e l'opera vince il Premio Scanno. Nello stesso anno entra nella redazione del Corriere dei Ragazzi come curatore della rubrica Sottosopra e dove conosce Alfredo Castelli, con cui collaborerà come ghost writer per la serie a fumetti Gli Aristocratici, sceneggiandone molti episodi per poi incominciare a creare personaggi suoi come Altai & Jonson disegnati da Giorgio Cavazzano. Nella prefazione alla nuova edizione del 2001 della prima serie di Sclavi, Castelli dice di lui: «Ho conosciuto Tiziano Sclavi all’inizio degli anni Settanta, quando, giovanissimo, cominciò a frequentare le mostre di fumetti… era di una bravura sorprendente». Nello stesso periodo inizia la collaborazione con la Rai grazie alla mediazione di Crovi e, insieme a Bianca Pitzorno, scrive i testi di Gioco-città. Collabora anche con altre testate del gruppo del Corriere della sera e su una rivista femminile, Amica, tiene una rubrica umoristica e su Salve fa il critico cinematografico.
Collabora alla terza pagina di Stampa Sera con racconti gialli e fantascientifici.
Nel 1975, pubblica ancora come Francesco Argento un romanzo giallo intitolato Un sogno di sangue e proseguono tutte le sue collaborazioni anonime o firmate, cominciando a diventare un acquisto appetibile per l'industria culturale. Nello stesso periodo scrive anche Tre e Mostri, che saranno pubblicati solo dieci anni più tardi, nonostante Natalia Ginzburg lo avesse segnalato alla Einaudi. Dall'ottobre del 1975 all'ottobre del 1976 Sclavi inventa un personaggio simile a Groucho Marx, che sarà il futuro comprimario di Dylan Dog.
Diventa giornalista professionista dal 1976.
Quando nel 1977 il Corriere dei Ragazzi chiude, inizia a collaborare con Il Corriere dei Piccoli, creando serie a fumetti per ragazzi, come Allister e Miki e Fantòm oltre a Sam Peck, Johnny Bassotto, Il Cavallino Michele, La guerra nell'aria e Le pagine della Befana. Sul Messaggero dei Ragazzi pubblica Silas Finn, serie western disegnata da Cavazzano, che verrà pubblicata anche in Germania; su Alter pubblica Devoluzione e su SuperGulp! Steve Vandam. Nel 1978 pubblica la prima versione di Apocalisse, allora intitolata Guerre terrestri (ambientato nella cittadina di Buffalora che verrà successivamente ripresa in Dellamorte Dellamore), edita da Rusconi.
Collabora in telequiz per telespettatori ragazzi a Rai Uno e scrive libretti per bambini editi da Coccinella.

### Anni ottanta:Dylan Doge la fama
Quando il Corriere della Sera passò alla Rizzoli Editore, volendo cambiare ambiente anche per via dello scandalo della P2, Sclavi si propose alla Bonelli come redattore e, nel 1981, venne assunto, in qualità di correttore di bozze e di sceneggiatore di fumetti lavorando a serie di personaggi come Zagor, Mister No e Ken Parker e creandone di propri. Fra i primi lavori scrive due sceneggiature per Ken Parker (il n.35 Il sentiero dei giganti e il n.41 Alcune signore di piccola virtù, entrambe su soggetto di Giancarlo Berardi) e poi passa stabilmente su Zagor, dove prende il posto dell'ideatore del personaggio, Guido Nolitta. Il riscontro positivo delle prime prove convince l'editore ad affidargli la sceneggiatura di un albo importante, il n. 200 della serie, diventandone poi anche il curatore e realizzandone le storie fino al 1988 e, oltre a risultare una delle storie più lunghe mai pubblicate dalla Bonelli, è anche una delle più famose del personaggio. Ritorna a scrivere per Zagor nello speciale annuale fuori serie dedicato a Cico, spalla messicana di Zagor, intitolata Horror Cico del 1990. Dal 1982 scrive anche per Mister No scrivendone per due anni la maggior parte delle sceneggiature caratterizzate da una contaminazione con il genere horror.
Nel 1984 gli viene proposto di dirigere la Bonelli-Dargaud (una casa editrice metà italiana e metà francese). Insieme a Federico Maggioni in veste di art director, dirige l'edizione italiana della rivista francese Pilot che negli intenti della casa editrice doveva affiancare la prestigiosa Orient Express, da poco passata alla Bonelli, che voleva affiancare al fumetto popolare quello autoriale e che verrà chiusa nel 1985 dopo aver pubblicato quindici numeri. A seguito del mancato successo di questa esperienza, l'editore decise di tornare a occuparsi di fumetti tradizionali.
Il primo personaggio creato per Bonelli è Kerry il trapper, del 1983, una serie di genere western con contaminazioni horror pubblicata in appendice al Comandante Mark fino al 1985; che rappresenta per alcuni una prova generale per il successivo personaggio di Dylan Dog, in quanto Sclavi vi sperimenta le varie sfaccettature del genere horror. La nuova serie, Dyan Dog, esordisce nel 1986 ed è apertamente una serie di genere horror di ambientazione contemporanea con venature ironiche grazie alla presenza di una spalla comica, Groucho, sosia di Groucho Marx. Nella prima proposta la serie avrebbe dovuto essere ambientata in America, ispirata al genere hard boiled e Dylan avrebbe dovuto essere un detective solitario, senza spalla comica. Si decise di ambientarlo a Londra discutendone con Bonelli perché in America, a New York, c’era già Martin Mystère e anche perché l’Inghilterra sembrava più adatta all’horror per via delle sue antiche tradizioni. Quanto alla scelta di Groucho, per non rendere la serie troppo incentrata sulle indagini, si decise di inserire una spalla comica. La gestazione del personaggio iniziò l'anno prima, quando, chiusa l'esperienza del fumetto d'autore europeo della Bonelli-Dargaud, Sergio Bonelli, proprietario della casa editrice, e Decio Canzio, direttore generale, decisero di tornare a occuparsi di fumetti tradizionali ed, eventualmente, di crearne di nuovi. Sclavi propose un fumetto horror, provvisoriamente chiamato Dylan Dog. Il personaggio protagonista fu realizzato graficamente da Claudio Villa, che lo disegnò con le sembianze di Rupert Everett; Sclavi racconta: «Quando ho inventato Dylan Dog, abbiamo chiamato un disegnatore che è Claudio Villa, e gli abbiamo detto fai delle prove. E lui ha fatto un personaggio che sembrava uno spagnolo, un ballerino spagnolo, […] e dico, no, non ci siamo, non ci siamo [...] Poi mi è venuto in mente, dico, guarda, ieri sera ho visto un film, che non c'entra assolutamente niente, Another Country - La scelta. […] Vai, vai al cinema, […] guarda il film, e tira giù quella faccia lì, che secondo me è una faccia interessante. Lui è andato al cinema, […] al buio ha fatto Rupert Everett. […] gli ho detto non farmelo così effeminato: un po' più "macho". Sebbene l'equivoco e l'ambiguità di Rupert Everett sia rimasta tutta in Dylan Dog».
La serie esordisce a ottobre del 1986 e Decio Canzio, all'epoca Direttore responsabile della testata, ricorda che: «Un paio di giorni dopo, il distributore telefonò "L'albo è morto in edicola, un fiasco". A Sclavi fu tenuta pietosamente nascosta l'orrenda notizia. Qualche settimana dopo, un'altra telefonata del distributore "È un boom, praticamente esaurito, forse dovremo ristamparlo"». Nel giro di pochi anni la serie divenne un best seller che lo porta, nel 1990, a vincere lo Yellow Kid, come miglior autore. Nel 1990 sempre su "Comic Art", Sclavi pubblica una raccolta di tre storie brevi di Dylan Dog a colori (L'inquilino del terzo piano, L'appartamento n.13 e L'incubo è finito), disegnate da Corrado Roi, raccolte poi l'anno successivo nel volume Gli Inquilini Arcani. Il 1991 è probabilmente il momento di maggior successo per la serie che, con il n.69, arriva a superare Tex per numero di copie vendute, a cui vanno aggiunte le iniziative collaterali, come i diari scolastici e la convention Horror Fest. Il romanzo Dellamorte Dellamore ottiene un vasto successo di pubblico e nel 1994 diventa anche un film, diretto da Michele Soavi e interpretato da Rupert Everett, l'attore che ha dato i tratti somatici a Dylan Dog. Intanto Sclavi attraversa, ma questo si saprà con precisione solo in seguito, una grave crisi creativa e personale che lo allontana dal personaggio, nonostante in questo periodo escano storie poi ritenute fra le migliori della serie: Il lungo addio e Johnny Freak, entrambi su soggetto di Mauro Marcheselli, all'epoca curatore della serie. La firma di Sclavi diventa sempre meno frequente fino a scomparire per i mesi precedenti e successivi il n.100, La storia di Dylan Dog, in cui Sclavi tenta di porre fine alla storyline di Xabaras. Da questo punto in poi, le storie firmate da Sclavi perdono l'impronta splatter che ne aveva caratterizzato gli inizi e si concentreranno maggiormente sull'aspetto surreale e grottesco, con incursioni nel sociale e nella fantascienza.
Negli anni ottanta e novanta, oltre alla attività principale per la Bonelli, collabora con altri editori: tra il 1982 e il 1984 pubblica Agente Allen e Vita da cani sul Giornalino, e dal 1987 al 1991 sulla rivista Comic Art vengono pubblicate tre storie della serie Roy Mann disegnata da Attilio Micheluzzi e nella quale racconta le avventure di uno sceneggiatore di fumetti che, a causa dell'esplosione di una caffettiera, si ritrova in un universo parallelo. Parodia tra l'altro di Flash Gordon di Alex Raymond e del romanzo Assurdo universo di Fredric Brown. Nel personaggio si ritrovano elementi rintracciabili in Dylan Dog e in alcuni romanzi di Sclavi, ma con molte più contaminazioni con elementi umoristici, fantastici e paradossali. Realizza anche alcuni lavori per la casa editrice per bambini La Coccinella. Nel 1999 Sclavi partecipa alla realizzazione del videogioco Dylan Dog Horror Luna Park.

### Anni 2000
Negli anni 2000 Sclavi rimane supervisore della serie abbandonandone il ruolo di sceneggiatore con l'eccezione di tre storie pubblicate nel 2006 e altre due nel 2016 e nel 2017, la prima in occasione delle celebrazioni per il trentennale, dopo nove anni di assenza, sul n. 362, mentre la seconda sul n. 375 edito a novembre 2017.

## Attività

### Scritti di romanziere
Riesce a portare avanti l’attività di romanziere insieme a quella di sceneggiatore di fumetti pubblicando nel 1974 il suo primo romanzo, Film, di genere horror splatter con venature grottesche, anche se risulta essere un'opera «difficilmente inseribile all'interno di un genere o di una corrente romanzesca, e anzi […] difficilmente limitabile nella categoria stessa del romanzo». Nei primi anni ottanta scrive i racconti raccolti, nel 1992, nel volume Sogni di sangue, oltre ai romanzi: La circolazione del sangue (1982), Dellamorte Dellamore (1983), che verranno pubblicati solo nel decennio successivo, Nero. (1984), Tre (1988), oltre a una versione ridotta di Mostri su Il belpaese e nel quale il concetto di mostro viene ribaltato sulla base dell'idea che "I mostri siamo noi" e che verrà approfondito sulla serie a fumetti di Dylan Dog. Da questo momento non scrive più romanzi, fino alla seconda metà degli anni novanta quando pubblica Le etichette delle camicie (1996) e Non è successo niente (1998). La pubblicazione nel 1991 di Dellamorte Dellamore ne decreta un certo successo come narratore. Il romanzo risaliva a diversi anni prima, ma il manoscritto era andato perduto e Sclavi, anni dopo, ne aveva riesumato il protagonista, Francesco Dellamorte, per scrivere una storia di Dylan Dog facendone il suo alter ego; il romanzo venne poi ritrovato e pubblicato. Il personaggio di Dellamorte rappresenta per Sclavi una prova generale per Dylan Dog, in quanto anche questo affronta un'orda di zombi affiancato da una spalla grottesca, Gnaghi, e passa il tempo dedicandosi alla costruzione di un modellino. Negli anni novanta il successo porta a ripubblicare Nero., Apocalisse, Mostri e La circolazione del sangue, tutte opere scritte anni prima e il cui successo come autore di fumetti ne ha permesso la pubblicazione. Sull'onda di questa affermazione, nel 1995 Sclavi riprende a scrivere romanzi. Nel 1997 viene stampata la versione integrale di Tre e Natalia Ginzburg, dopo aver letto questa versione, ha telefonato a Sclavi per comunicargli il suo apprezzamento. Il penultimo romanzo, Non è successo niente, è del 1998 ed era considerato l'ultimo romanzo dell'autore, in quanto egli stesso dichiarò di non avere più nulla da raccontare. È un romanzo autobiografico in cui egli si racconta attraverso tre personaggi: Tiz, sceneggiatore di successo, Tom, alcolista, depresso, in crisi creativa e soggetto a tentazioni suicide, e Cohan, che rappresenta lo Sclavi attuale, che ha raggiunto un equilibrio e una serenità affettiva, ma ha perso la vena creativa; intorno numerosi personaggi in cui si possono riconoscere i colleghi della Bonelli e le dinamiche della vita in redazione. Intervistato dal Mattino nel 1999, afferma che: «In questo periodo non scrivo neanche le parole incrociate. Ho il cosiddetto blocco dello scrittore, sia per i romanzi sia per i fumetti». Annuncia il proposito di non scrivere più romanzi, anche a causa del risultato poco soddisfacente delle vendite dell'ultima fatica, ed anche relativamente alla sua attività di sceneggiatore afferma di essere in aspettativa. Invece, nel 2006 esce un nuovo romanzo, Il tornado di valle Scuropasso, per la Mondadori, un "thriller ufologico" in cui racconta fobie e orrori del quotidiano, con lo stile ironico di sempre.

### Raccolte letterarie
Nel 1993 viene pubblicato Nel buio, una raccolta di ballate insieme a Guccini, De André e Lolli, non poesie, come sottolineato dallo stesso Sclavi, ma componimenti in versi nati per essere musicati. Alcuni di questi, I miei sette figli e Sotto il segno della volpe, sono divenute canzoni di Tiziano Cantatore apparse nel disco È sparita l'orsa maggiore (Eleven, Fonit Cetra, 1978).

## Altre attività
Sclavi è membro del CICAP (Comitato Italiano per il Controllo delle Affermazioni sulle Pseudoscienze). In interviste ha sottolineato che «l'occulto, il misterioso, il demoniaco vanno benissimo per le opere di fantasia, ma che la realtà è ben altra cosa. Nella serie ho inserito un personaggio, il professor Adam, che è un po' il simbolo del CICAP […]. Se devo fare un'eccezione, la faccio per gli UFO: non ci credo, ma ci spero. Tutto il resto è accettabilissimo nelle storie di fantasia, non certo se serve per spillare soldi alla gente, come nel caso dei "maghi" a pagamento, dei "guaritori"».
Nel 2005, Sclavi dona oltre 8000 volumi alla Biblioteca comunale di Venegono Superiore raccolti e conservati nel Fondo Sclavi, che raccoglie volumi su cinema, musica, una vasta collezione di fumetti e libri sul fumetto, narrativa di genere (giallo, noir e fantascienza), studi sull'occultismo e i fenomeni paranormali, volumi fotografici e testi di grafica.

## Film tratti dalle sue opere
Da alcune sue opere (tra cui due romanzi) sono stati tratti tre film: Nero., del 1992, regia di Giancarlo Soldi, del quale ha scritto la sceneggiatura; Dellamorte Dellamore, del 1993, regia di Michele Soavi, con Rupert Everett, e Dylan Dog, del 2011, regia di Kevin Munroe, con protagonista Brandon Routh. Del film Dellamorte Dellamore Sclavi si è detto entusiasta: "Secondo me quel film è un piccolo gioiello di umorismo nero e grottesco. Posso dirlo tranquillamente, dato che io ho solo venduto i diritti e non ho fatto altro. La sceneggiatura era dello stesso Michele Soavi e di Giovanni Romoli. Quando l’ho letta ho telefonato a Michele con grande entusiasmo: era molto meglio del mio libro! In un altro caso, quello di “Nero.” (con il punto, notare), film diretto da Giancarlo Soldi, ho scritto io la sceneggiatura (che poi ho trasformato in romanzo), e quindi non posso esprimere giudizi».

## Riconoscimenti
- Nel 1987 e nel 1990 vince per due volte il premio "ANAF" come miglior soggettista[3][23]
- Il Salone Internazionale dei Comics di Lucca del 1990 assegna a Sclavi uno Yellow Kid (Oscar del fumetto mondiale) come miglior autore[2][3]
- Premio Scanno vinto con Film[3]
- Premio Giallo dell'Anno al Festival in Noir di Viareggio, nel 1992, con la raccolta Sogni di sangue[2][3]

## Opere

### Fumetti
Dylan Dog
- Dylan Dog numeri 1-23, 25-26, 28, 30-33, 40-43, 46, 50-52, 56-57, 59, 61-65, 67, 69, 72, 74-77, 80-81, 83-84, 88, 100, 109, 113, 117, 119-121, 123, 125, 127, 129, 131, 133-134, 136, 138, 140, 143, 145-146, 151, 153, 156, 161, 163, 173, 176, 240, 243-244, 250, 362, 375 (1986-2001, 2006-2007 e 2016-2017)
- Dylan Dog Speciale numeri 1-7 (1987-1993)
- Dylan Dog & Martin Mystère numeri 1-2 (1990 e 1992)
- Dylan Dog: Almanacco della paura numeri 1-4 (1991-1994)
- Dylan Dog Gigante numeri 1-2 e 4-8 (1993-1999)
- Maxi Dylan Dog n. 2 (1999)
- Dylan Dog presenta: I racconti di domani (2019-2022)

Zagor
- Zagor numeri 184-186, 191-203, 221-222, 275-280 (1980-1983, 1988)
- Cico Speciale n. 6 (1990)

Mister No
- Mister No numeri 90-92, 97-98, 104-108, 138-139, 159-161 (1982-1984, 1986, 1988)

Ken Parker
- Ken Parker numeri 35 e 41 (1980-1981)

Martin Mystere
- Martin Mystère numeri 51-52 (1986)

Altri
- Gli Aristocratici (1974)
- Altai & Jonson (1975-1976, 1978-1979, 1985), Edizioni BD, 2006, Altai & Jonson – I maestri del fumetto, Mondadori, 2009
- Archivio Zero (1975-1977), Kappa Edizioni, 2007
- Jonny bassotto (1977)
- Il cavallino Michele (1977)
- Fantòm (1977-1978)
- John John va nel West (1977-1978)
- Sam Peck esploratore solitario (1977-1978)
- Le avventure del professor Strano (1977-1978)
- Bizarro (1977-1978)
- Silas Finn (1978)
- Devoluzione (1978)
- Steve Vandam (1978)
- Agente Allen (1982), SaldaPress, 2017
- Vita da cani (1982), I maestri del fumetto contemporaneo, supplemento a “Il Giornalino” n. 9, 2008
- Kerry il trapper (1983), BD Edizioni, 2008
- Roy Mann (1987-1991), Comic Art, 1993
- La banconota da un milione di sterline (1990, adattamento di un racconto di Mark Twain)
- Il West di Silas Finn, Massimo Baldini Editore, 1992
- John Merrick – Medico chirurgo del London Hospital sotto Vittoria Regina, R&R Editrice, 1993
- Le voci dell'acqua[24], Feltrinelli Comics, 2019
- Zardo[25], Sergio Bonelli Editore, 2020

### Letteratura

#### Narrativa
- 1974 - I misteri di Mystère, Bietti Editore[1][3]
- 1974 - Film, Il Formichiere Editore[3][5]
- 1975 - Un sogno di sangue[3][5]
- 1978 - Guerre terrestri, Rusconi[3][5]
- 1988 - Tre, Camunia Editore, Collana "Fantasia & Memoria"[3]
- 1991 - Dellamorte Dellamore, Camunia Editore[3]
- 1992 - Nero., Camunia Editore, Collana "Fantasia & Memoria"[3]
- 1992 - Sogni di sangue, Camunia Editore, Collana "Brivido Italiano"[3][5]
- 1993 - Apocalisse, Camunia Editore, Collana "Brivido Italiano"; versione definitiva di Guerre terrestri, ristampato nel 1992 come Il nemico a puntate sul Corriere della Sera e da Mondadori nel 1994[3][5]
- 1994 - Mostri, Camunia Editore[3][5]
- 1995 - La circolazione del sangue, Camunia Editore[3]
- 1996 - Le etichette delle camicie, Giunti Editore[2][3]
- 1998 - Non è successo niente, Arnoldo Mondadori Editore[3]
- 2006 - Il tornado di valle Scuropasso, Arnoldo Mondadori Editore[5]

#### Per l'infanzia
- Nella foresta (1980)[26]
- Dove vai uccellino? (1982)[27][28]
- Casa mia, casa mia (1986)
- Il Pianeta Putipú (1988)
- Guarda di là (1993)[29]
- Metti il dito (1993)[30]
- Scopri cos'è (1993)[31]
- Tocca qui (1993)[32]
- I sette cammellieri, Lisciani & Giunti Editore (per l'infanzia, Collana "C'era non c'era") (1994)
- Una cosa cos'è (1997)
- Buchi nell'acqua[33]
- Con tutto il cuore[33]

#### Raccolta di testi di canzoni
- Nel Buio, canzoni e ballate di morte e d'amore, Camunia Editore, Collana "Parole" (1993)[3]

## Filmografia

### Sceneggiatore
- Nero, regia di Giancarlo Soldi (1992)[1]

## Videogiochi
- Dylan Dog: Horror Luna Park (1999), sceneggiatore